# 五ヶ所町
五ヶ所町（ごかしょちょう）は、かつて三重県度会郡にあった町。現在の南伊勢町の東部、五ヶ所湾の最奥部沿岸にあたる。本項では町制前の名称である五ヶ所村（ごかしょむら）についても述べる。

## 地理
- 海洋：五ヶ所湾
- 山岳：八称宣山、馬山、龍仙山、京路山、五ヶ所浅間山
- 河川：五ヶ所川
- 島：獅子島、御所島
- 峠：切原峠

## 歴史
- 1889年（明治22年）4月1日 - 町村制の施行により、船越村・中津浜浦・五ヶ所浦・切原村・飯満村の区域をもって五ヶ所村が発足。
- 1940年（昭和15年）2月11日 - 五ヶ所村が町制施行して五ヶ所町となる。
- 1955年（昭和30年）2月11日 - 穂原村・南海村・宿田曽村および神原村の一部（大字泉・神津佐・下津浦・木谷）と合併して南勢町が発足。同日五ヶ所町廃止。

## 教育
- 五ヶ所町立三重県五ヶ所高等学校
- 五ヶ所町立五ヶ所中学校
- 五ヶ所町立五ヶ所小学校

## 医療
- 大安病院

## 交通

### 道路
- 三重県道12号宇治山田五ヶ所線

### 航路
- 五ヶ所湾巡航船